# Luchia Yishak
Luchia Yishak (ur. 8 kwietnia 1973) – etiopska lekkoatletka specjalizująca się w biegach długodystansowych, trzykrotna medalistka mistrzostw Afryki, olimpijka z Barcelony i Atlanty.

## Przebieg kariery
Zadebiutowała w 1989 roku, startując w rozgrywanych w norweskim Stavanger mistrzostwach świata w biegach przełajowych, gdzie zajęła 11. pozycję w konkurencji biegu kobiet. W tym samym roku została też brązową medalistką mistrzostw Afryki w konkurencji biegu na 3000 m. Rok później wywalczyła drugi medal mistrzostw Afryki, na czempionacie w Kairze zdobyła tytuł wicemistrzyni w konkurencji biegu na 3000 m. W 1991 zadebiutowała na lekkoatletycznych mistrzostwach świata, gdzie wystąpiła w konkurencji biegu na dystansie 10 000 m – zakwalifikowała się do finału, w którym ostatecznie zajęła 10. pozycję.
Na igrzyskach olimpijskich w Barcelonie wystąpiła w konkurencji biegu na 10 000 m. Nie zakwalifikowała się do finału, w eliminacjach zajęła 21. pozycję z czasem 34:12,16.
Jej karierę zwieńczył występ na igrzyskach olimpijskich w Atlancie. Zawodniczka wystartowała w konkurencji biegu na 5000 m, w której również odpadła w eliminacjach – w tejże fazie uzyskała czas 16:04,29, z którym uplasowała się na 13. pozycji w tabeli wyników.
Jest trzykrotną medalistką mistrzostw świata w biegach przełajowych, tytuły te wywalczyła w konkurencji drużynowego biegu kobiet podczas czempionatów w 1990 (srebro), 1991 (srebro) i 1992 (brąz).

## Osiągnięcia
| Rok     | Zawody                                    | Miasto           | Miejsce | Konkurencja        | Wynik    |
| ------- | ----------------------------------------- | ---------------- | ------- | ------------------ | -------- |
| 1989    | Mistrzostwa świata w biegach przełajowych | Stavanger        | 11.     | bieg kobiet        | 23:04    |
| 1989    | Mistrzostwa Afryki                        | Lagos            | 3.      | bieg na 3000 m     | 9:24,31  |
| 1990    | Mistrzostwa świata w biegach przełajowych | Aix-les-Bains    | 4.      | bieg kobiet        | 19:33    |
| 1990    | Mistrzostwa świata w biegach przełajowych | Aix-les-Bains    | 2.      | bieg kobiet, druż. | 75 pkt.  |
| 1990    | Mistrzostwa Afryki                        | Kair             | 2.      | bieg na 3000 m     | 9:15,99  |
| 1991    | Mistrzostwa świata w biegach przełajowych | Antwerpia        | 4.      | bieg kobiet        | 20:29    |
| 1991    | Mistrzostwa świata w biegach przełajowych | Antwerpia        | 2.      | bieg kobiet, druż. | 36 pkt.  |
| 1991    | Mistrzostwa świata                        | Tokio            | 10.     | bieg na 10 000 m   | 32:27,61 |
| 1991    | Igrzyska afrykańskie                      | Kair             | 2.      | bieg na 3000 m     | 8:51,04  |
| 1992    | Mistrzostwa świata w biegach przełajowych | Boston           | 10.     | bieg kobiet        | 21:42    |
| 1992    | Mistrzostwa świata w biegach przełajowych | Boston           | 3.      | bieg kobiet, druż. | 96 pkt.  |
| 1992    | Mistrzostwa Afryki                        | Belle Vue Maurel | 3.      | bieg na 10 000 m   | 32:28,86 |
| 1992    | Letnie igrzyska olimpijskie               | Barcelona        | 21. H   | bieg na 10 000 m   | 34:12,16 |
| 1995    | Mistrzostwa świata                        | Göteborg         | 9. H    | bieg na 5000 m     | 15:24,37 |
| 1996    | Letnie igrzyska olimpijskie               | Atlanta          | 13. H   | bieg na 5000 m     | 16:04,29 |
| Źródło: |                                           |                  |         |                    |          |

## Rekordy życiowe
- bieg na 3000 m – 9:15,99 (4 października 1990, Kair)
- bieg na 5000 m – 15:22,53 (6 lipca 1996, Hechtel-Eksel)
- bieg na 10 000 m – 31:56,52 (27 sierpnia 1991, Tokio)

Źródło: 